# Maciej Szpanowski
Maciej Szpanowski – polski funkcjonariusz cywilnych i wojskowych służb specjalnych w stopniu generała brygady, w latach 2018–2022 zastępca szefa, a w latach 2022–2023 szef Służby Kontrwywiadu Wojskowego.

## Życiorys
Od 1999 służył w Urzędzie Ochrony Państwa, po jego likwidacji przeszedł do Agencji Bezpieczeństwa Wewnętrznego, gdzie był aktywny m.in. na odcinku wschodnim. Od 2010 związany z powołaną cztery lata wcześniej Służbą Wywiadu Wojskowego. Uczestniczył w polskich misjach wojskowych w Iraku i Afganistanie, doszedł do stopnia pułkownika. W lutym 2018 powołany na stanowisko zastępcy szefa Służby Kontrwywiadu Wojskowego ds. operacyjnych. W listopadzie 2022 objął funkcję szefa SKW po dymisji Macieja Materki. 7 listopada 2023 został mianowany przez Prezydenta Polski Andrzeja Dudę na stopień generała brygady. W grudniu tego samego roku odwołany ze stanowiska  szefa Służby Kontrwywiadu Wojskowego.
W 2007 odznaczony Srebrnym Krzyżem Zasługi za wzorowe, wyjątkowo sumienne wykonywanie obowiązków wynikających z pracy zawodowej.